# Schulmuseum Bochum
Das Schulmuseum Bochum war ein Museum für Schulgeschichte, geöffnet von 1989 bis 2015 mit weit mehr als 100.000 Besuchern in dieser Zeit.

## Geschichte
Das Schulmuseum wurde 1989 gegründet und befand sich in der alten Cruismannschule in der 3. Etage. 1987 war auf Initiative des damaligen Leiters des Schulverwaltungsamtes, Jürgen Niedringhausen, damit begonnen worden, dort eine schulhistorische Sammlung zusammenzutragen. Im Jahr 2002 übernahm Peter Schneller, damals auch Schulkulturförderer der Stadt Bochum, das Schulmuseum und baute es immer weiter aus.
In drei großen Klassenzimmern, befanden sich das „Klassenzimmer anno 1900“, komplett ausgestattet mit den alten Möbeln der Jahre um die Jahrhundertwende, eine Ausstellung für den Bereich der Volksschule und ein Klassenzimmer für die weiterführenden Schulen. In vier kleineren Ausstellungsräumen konnten die Besucher damals aktuelle Lehr- und Lernmittel betrachten sowie ein detailgetreu nachgestelltes Rektoren- und Lehrerzimmer. Auch der Flur der obersten Etage der Cruismannschule diente als Ausstellungsfläche mit zahlreichen Vitrinen. Eine davon war der jüdischen Schullehrerin Else Hirsch und ihren Kindern gewidmet.
Einen Großteil der schulhistorische Bibliothek, einschließlich einer kompletten Auflistung Bochumer Schulen samt dem Lehrpersonal, stammte aus dem Nachlass des früheren Bochumer Schulrats Wilhelm Rüter, der ab 1945 als erster Bochumer Schulrat für den Aufbau der fast völlig zerstörten Schulinfrastuktur verantwortlich war. So ganz nebenbei erforschte er die komplette Bochumer Schulgeschichte, heute im Stadtarchiv Bochum zu sehen.
Das Museum wurde 2015 aufgrund fehlender Feuerschutzmaßnahmen geschlossen. Ersatzräume wollte man in Bochum nicht finden. Und so musste Peter Schneller zum Ende seiner Dienstzeit das Schulmuseum und drei große Lager mit schulhistorischen Exponaten komplett räumen. Weil sich niemand mehr für Schulbücher interessierte, mussten an die 100.000 Schulbücher vernichtet werden.

## Verbleib der Ausstellung
Nach langer Suche gelang es Peter Schneller ansonsten einen Großteil der Sammlung anderweitig unterzubringen und so für interessierte Besucher zu erhalten.
Für die Neukonzipierung des einstigen Heimat- und Naturkunde-Museums Wanne-Eickel, jetzt Heimatmuseum Unser Fritz, in der Nachbarstadt Herne wurde dort das „Klassenzimmer anno 1900“ einschließlich vieler aus der Jahrhundertwende stammenden Lehr- und Lernmittel untergebracht. In einer sehenswerten Ausstellung kann man an der Unser-Fritz-Straße 118 heute das Leben der Ruhrgebietsmenschen unserer Gegend etwa in 10er Schritten, angefangen im Jahr 1900 (Schule und Kindheit) bis etwa 1980, bewundern.
Ein anderer Teil der Ausstellung, insbesondere alle Chroniken und Protokollbücher Bochumer Schulen, wurde dem Stadtarchiv Bochum übergeben. Ein kleiner Teil wichtiger Exponate der Ausstellung wurde ebenfalls dort eingelagert.
Ein anderer großer Teil der Museumsausstellung der Jahre ab 1950 konnte in der Sternwarte Bochum Sundern untergebracht werden. Dort findet man sogar ein "Klassenzimmer anno 1955", für das es im ehemaligen Schulmuseum gar keinen Platz fand. Somit hatte die Schließung sogar etwas Positives. 
Die pädagogische Arbeit wird mobil fortgesetzt. Schulklassen, Senioren- und Freizeitgruppen können entweder das „Schulmuseum aus dem Koffer“ buchen oder das „Schulmuseum unterwegs“, ein mit ausgesuchten Möbeln eines "Klassenzimmers anno 1900" ausgestatteter Bühnenanhänger, der auf Schulhöfen oder bei größeren Veranstaltungen, Jubiläen usw. ausgestellt werden kann.